# Кедр річковий (Одеса)
Кедр річкови́й — ботанічна пам'ятка природи місцевого значення в Україні. Об'єкт природно-заповідного фонду Одеської області. 
Розташована в місті Одеса (Французький бульвар, санаторій ім. Чкалова). 
Площа — 0,02 га. Статус отриманий у 1983 році. Перебуває у віданні: санаторій ім. Чкалова. 
Статус надано для збереження одного екземпляра кедра річкового (Calocedrus decurrens).